# Gary Collier
Gary Collier (* 8. Oktober 1971 in Fort Worth) ist ein ehemaliger US-amerikanischer Basketballspieler.

## Leben
Collier wuchs im texanischen Fort Worth auf, dort besuchte er bis 1990 die Dunbar High School, für deren Basketballmannschaft er spielte. Der 1,93 Meter messende Aufbau- und Flügelspieler studierte und spielte von 1990 bis 1994 an der University of Tulsa. Mit einem Punkteschnitt von 22,9 pro Begegnung war er in der Saison 1993/94 bester Korbschütze der Hochschulmannschaft. Insgesamt brachte es Collier für Tulsa auf 1610 Punkte, was ihm in der ewigen Korbjägerliste zum Zeitpunkt seines Abschieds von der Hochschule den dritten Rang bescherte. Mit 93 Dreipunktwürfen, die er 1993/94 erzielte, sorgte Collier für eine neue Bestmarke in der Geschichte von Tulsas Mannschaft.
Collier wechselte 1994 ins Profigeschäft, beim Draftverfahren der NBA im Juni 1994 sicherten sich die Cleveland Cavaliers seine Rechte (zweite Auswahlrunde, 42. Stelle). Ein NBA-Spiel bestritt er aber nie, Ende Oktober 1994 wurde er aus dem Aufgebot Clevelands gestrichen. Er blieb zunächst in seinem Heimatland, stand in der Saison 1994/95 bei der Mannschaft Quad City Thunder in der Continental Basketball Association unter Vertrag, verbuchte dort mit rund 13 Minuten Einsatzzeit und 4,2 Punkten je Begegnung aber mäßige Werte.
Von 1995 bis 1997 spielte Collier beim belgischen Erstligisten Maes Pils Antwerpen (in beiden Spieljahren kam er auf rund 19 Punkte pro Begegnung), 1997/98 dann in derselben Liga bei Oostende. Im Sommer 1998 wurde er vom deutschen Bundesligisten Tatami Rhöndorf unter Vertrag genommen. Er erreichte mit Rhöndorf das Bundesliga-Halbfinale, dort schied man gegen den rheinischen Rivalen Bonn aus. Collier erzielte für die Mannschaft während der Saison 98/99 in 33 Bundesliga-Einsätzen im Schnitt 15,4 Punkte sowie 4,5 Rebounds je Begegnung. Collier und Alexander Frisch waren die einzigen Spieler, die im Vorfeld der Saison 1999/2000 den Umzug der Mannschaft von Rhöndorf nach Frankfurt am Main mitmachten. Dort spielte Collier ein Jahr für die neugegründeten Skyliners. Er trug in der Frankfurter Premierensaison 1999/2000 in 34 Bundesliga-Spielen die Farben der Main-Städter und war somit bester Korbschütze der Mannschaft. Auch seine 55 getroffenen Dreipunktwürfe bei einer hohen Erfolgsquote von 48,2 Prozent waren im ersten Frankfurter Spieljahr Mannschaftsbestwert. Collier war am Main Publikumsliebling.
Von 2000 bis 2003 spielte Collier wieder in Belgien, und zwar beim Erstligisten Mons-Hainaut. Mitte Februar 2004 wurde er vom französischen Hauptstadtverein Paris Basket Racing unter Vertrag genommen, für die Mannschaft erzielte er bis zum Saisonende 2003/04 in 15 Einsätzen im Schnitt 9,2 Punkte je Begegnung. Hernach ging Collier in sein Heimatland zurück und schlug eine Trainerlaufbahn ein. Er arbeitete drei Jahre als Assistenztrainer der North Crowley High School in seiner Geburtsstadt Fort Worth, anschließend in derselben Stadt vier Jahre als Cheftrainer der Arlington Heights High School, gefolgt von sechs Jahren als Trainer der Lewisville High School (ebenfalls in Texas). 2017 übernahm der Vater von drei Töchtern das Traineramt an der Crowley High School im Großraum Fort Worth.